# 大石誉夫
大石 誉夫（1933年2月20日 - ）、指定暴力團・六代目山口組顧問、大石組組長。愛媛縣新居濱市出身。三代目山口組若中・大石宮次郎的親弟。
1960年代、新居濱市的覇權之爭，大石誉夫與竹形剛（之後的二代目大日本平和會副會長）率領的竹形組（之後的二代目大日本平和會系至誠會）激烈抗爭、事後將本部移至岡山市。
1971年6月、昇格三代目山口組直参。
1984年6月、四代目山口組的開始，就任舍弟。
1989年5月、五代目山口組的開始，就任舍弟頭補佐、區域制的開始兼任中四國・九州 區域長。 
2005年8月、伴隨六代目山口組的開始、就任顧問。